# Gmina Herrljunga
Gmina Herrljunga (szw. Herrljunga kommun) – gmina w Szwecji, w regionie Västra Götaland, z siedzibą w Herrljunga.
Pod względem zaludnienia Herrljunga jest 231. gminą w Szwecji. Zamieszkuje ją 9417 osób, z czego 49,08% to kobiety (4622) i 50,92% to mężczyźni (4795). W gminie zameldowanych jest 274 cudzoziemców. Na każdy kilometr kwadratowy przypada 18,82 mieszkańca. Pod względem wielkości gmina zajmuje 173. miejsce.